# 土屋鷹一郎
土屋 鷹一郎（つちや よういちろう、1989年12月4日 - ）は、日本のラグビーユニオン選手。

## プロフィール
- 東京都出身[1]。
- ポジションはロック(LO)。
- 身長 187cm、体重 103kg
- ニックネームはツッチー。

## 来歴
ラグビーは中学校から始めた。
2008年、國學院久我山高校卒業後、早稲田大学に入る。なお國學院久我山高校時代、高校日本代表に選ばれたことがある。
2012年、早稲田大学卒業後、NTTドコモレッドハリケーンズ(現・NTTドコモレッドハリケーンズ大阪)に加入。同年9月8日に行われたジャパンラグビートップリーグ第2節のヤマハ発動機ジュビロ戦にて途中出場で公式戦初出場を果たす。